# チーイリチー
チーイリチー、チーイリチャーは、豚またはヤギの肉や内臓と血液を炒め煮にした沖縄料理。
チーは「血液」のこと。
イリチー、あるいはイリチャーは「炒める」の意味で、細かく切った素材に出汁を加えて炒り付けた沖縄料理の総称である。

## 概要
トゥシヌユルー（年の夜、大晦日）になると年末に屠殺した豚を解体し、保存のきかない血はすぐにチーイリチーを作り神仏に供えた。

### 作り方
以下は、糸満市の例である。
1. 豚を屠畜した際に集めた血に塩と澱粉を混ぜて固め、蒸し器で蒸す。
2. トーナ（カラシナ）の葉を茹でて刻む。
3. 炒め鍋に豚脂を溶かし、薄切りにした豚のバラ肉を炒める。肉に火が通ったら刻みトーナを入れ、さらに豚のくず肉、そして固めた血を入れ、血がほぐれるまで十分に火を通す。

（豚肉の場合は豚の血液、ヤギ肉の場合はヤギの血液が用いられる）